# Mattie Franklin
Mulher-Aranha é o codinome de Martha "Mattie" Franklin, uma heroína que luta ao lado do Homem-Aranha no Universo Marvel. Ela foi criada por John Byrne e Rafael Kayanan e sua primeira aparição foi em Spectacular Spider-Man #263 (sua sombra) (Novembro 1998, em Amazing Spider-Man #440 (1998) (apareceu completamente) e Amazing Spider-Man (vol. 2) #5 (como Mulher-Aranha).

## História
Mattie teve uma juventude incomodada pela morte da sua mãe, sendo criada pelo pai.
Seus poderes foram concedidos depois que seu pai recebeu uma ligação de Norman Osborn, que queria usá-lo para testes com um soro que Norman queria usar. Ela foi no lugar de seu pai e usou o soro.
Durante uma fase em que o Homem-Aranha estava sem identidade, ela usou o codinome de Homem-Aranha. Depois, começou a ser chamada de Mulher-Aranha. Perdeu os poderes quando Charlotte Witter os roubou dela. Mas depois Mattie absorveu os poderes das Mulheres-Aranhas e de Witter.
Teve a ajuda de Jessica Drew e de Julia Carpenter. 
Agora está sendo criada pelo seu tio J Jonah Jameson e sua esposa Marla Madison. Ela usou oito trajes diferentes até usar o atual.

## Poderes e Habilidades
Mattie tem super força, resistência, agilidade, reflexos e velocidade super humana. Pode aderir-se a superfícies (como paredes) e Sentido aranha. Ela pode voar, tem pés psiônicos de aranha e telepatia.